# Alopecosa lallemandi
Alopecosa lallemandi là một loài nhện trong họ Lycosidae.
Loài này thuộc chi Alopecosa. Alopecosa lallemandi được Lucien Berland miêu tả năm 1913.